# Karl Ferdinand Schmid
A nu se confunda cu Carol Schmidt, (în germană Karl-Ferdinand Alexander Schmidt), primar al Chișinăului.

Karl Ferdinand Schmid (n. 26 februarie 1750, Eisleben – d. 1 aprilie 1809, Wittenberg) a fost un jurist german, teoretician al dreptului și sistemului legislativ, specialist în jurisprudență.

## Biografie
Născut ca fiu al lui Johann Christian Schmidt, a studiat școala elementară, secundară în liceul în orașul natal, pentru ca apoi să studieze dreptul, începând cu 1766, la universitățile din Leipzig și Wittenberg, pe care a absolvit-o la 12 ianuarie 1778 ca licențiat și doctor în drept. În același an, a obținut și o poziție de Magister Legens ca profesor (la 20 aprilie 1778) și apoi a absolvit și cursurile de filozofie obținând gradul de Magister.

## Lucrări, operă
- 1773 - Frauenhöhle, Hamburg
- 1774 - Sechzehn Oden nach Horaz, Leipzig
- 1778 - De dominii acquisitione per procuratorem, Wittenberg
- 1779 - De utilitate Juris naturare, Wittenberg 1779
- 1775 - 1782 - Neujahrsgeschenk für meine Freunde. Leipzig
- 1783 - Denksprüche, Wittenberg